# Урманаево
Урманаево (баш. Урманай) — село в Бакалинском районе Башкортостана, центр Урманаевского сельсовета.

## История
Урманаево основал в 17 веке Урманай, сын Уразая. Существует могильный камень 17 века.
В «Списке населенных мест по сведениям 1870 года», изданном в 1877 году, населённый пункт упомянут как деревня Урманаева 4-го стана Белебеевского уезда Уфимской губернии. Располагалась при реке Ике, по левую сторону просёлочной дороги из Белебея в Мензелинск, в 120 верстах от уездного города Белебея и в 45 верстах от становой квартиры в деревне Курачева. В деревне, в 57 дворах жили 328 человек (152 мужчины и 176 женщин, татары, башкиры), были мечеть, училище. Жители занимались пчеловодством.

## Географическое положение
Расстояние до:
- районного центра (Бакалы): 39 км,
- ближайшей ж/д станции (Туймазы): 79 км.

## Население
| 2002 | 2009 | 2010 |
| ---- | ---- | ---- |
| 273  | ↘270 | ↘256 |

## Религия
В селе есть мечеть.